# Arquebisbat de Bar
L'arquebisbat de Bar (llatí: Archidioecesis Antibarensis) és una seu de l'Església catòlica a Montenego  immediatament subjecta a la Santa Seu. Al 2018 tenia 12.000 batejats d'un total de 632.000 habitants. Actualment està regida per l'arquebisbe Rrok Gjonlleshaj.

## Territori
La diòcesi comprèn els municipis montenegrins de Bar, Andrijevica, Berane, Bijelo Polje, Cetinje, Danilovgrad, Dulcigno, Gusino, Kolašin, Mojkovac, Nikšić, Petnjica, Plav, Pljevlja, Plužine, Podgorizza, Rožaje, Šavnik i Žabljak.
La seu arxiepiscopal és la ciutat de Bar, on es troba la catedral de la Immaculada Concepció i la cocatedral de sant Pere Apòstol.
El territori s'estén sobre 13.138 km² i està dividit en 19 parròquies.

## Història
La diòcesi de Bar es va erigir al segle x i originalment era sufragània de l'arxidiòcesi de Split.
El 1034 fou elevat al rang d'arxidiòcesi metropolitana i tenia com a sufragànies les diòcesis de Lezhë, de Budva, de Drivasto, d'Ulcinj, de Pult i de Sapë.
El 1078 Dubrovnik va ser elevada al rang d'arxidiòcesi, amb les sufragànies Budua, Chelmo, Drivasto i Dulcigno. Les diòcesis de Bosnia, de Kotoo, de Durrës, de Prizreni, de Pult, de Shkodër i de Šas van romandre sotmeses a Bar.
Ja al segle xi Cattaro va tornar a ser sufragània de Split, el 1089 la diòcesi de Drivasto va tornar a la metròpoli de Bar i el 1120 la diòcesi de Bòsnia es va convertir en sufragània de Dubrovnik. Totes les diòcesis sufragànies de Dubrovnik, a excepció de la diòcesi de Bòsnia, van tornar a la metròpoli de Bar el 1174 i es van afegir les diòcesis d'Albania i de Sarda al mateix segle. Posteriorment, Durres es va convertir en una seu metropolitana al segle xiii. A partir del segle xiv les diòcesis de Balecio i Dagno també foren sufragànies de Bar .
Les diòcesis de Budua i Ulcinj es van unir el 21 de juny de 1536, després van desaparèixer dels registres durant el segle xvi i des de llavors han estat administrades per l'arxidiòcesi de Bar; el territori de Budva va passar a Cattaro el 1828.
El 14 de març de 1867, l'arxidiòcesi de Bar es va unir aeque principaliter a la diòcesi de Shkodra i tenia les diòcesis d'Alexis, Pult i Sapë com a sufragànies.
El 23 d'octubre de 1886, mitjançant el breu In sublimi del papa Lleó XIII l'arquebisbat de Bar va ser novament separada de la seu de Shkodra, conservant el títol d'arquebisbe. En conseqüència, Bar va perdre les sufragànies i amb ells el rang de seu metropolitana i es va convertir en una arxidiòcesi immediatament subjecta a la Santa Seu. Montenegro va adoptar la religió ortodoxa com a religió estatal i, en conseqüència, els fidels de l'arxidiòcesi de Bar pertanyen majoritàriament a la minoria albanesa.
El 1902 la Santa Seu va confirmar als arquebisbes de Bar el títol de primat de Sèrbia, que estava en ús des de mitjans del segle xviii.
Després de la Segona Guerra Mundial, a Albània la religió catòlica va ser prohibida per les lleis que imposaven l'ateisme estatal. En aquest període, l'arxidiòcesi de Bar va ser el punt de referència per als catòlics albanesos. Quan, després del Concili Vaticà II, la reforma litúrgica va permetre l'ús de llengües nacionals en la litúrgia, va ser a l'arxidiòcesi de Bar que es va dur a terme la traducció dels textos litúrgics a l'albanès, que després van ser adoptats per totes les diòcesis de parla albanesa.

## Cronologia episcopal
- Petar I † (1064 - 1094)
- Sergej † (1094 ?/vers 1110 ? - 1124 ?)
- Ilija † (vers 1124 - 1140)
- Gregorio Crisogono † (1172 - 1196)
- Giovanni I † (vers 1199 - 1247 mort)
- Giovanni da Pian del Carpine, O.Min. † (1248 - 1 d'agost de 1252 mort)
- Gufrid, O.Min. † (12 d'abril de 1253 - 1254)
- Lovro I, O.Min. † (24 de setembre de 1255 - 1270)
- Gašpar Adam, O.P. † (1270 - 1280)
- T. † (? - vers 1282 mort)
- Mihailo † (1282 - 1298 mort)
- Marin Petrov Žaretić † (21 de juny de 1301 - 1306 mort)
- Andrija I, O.Min. † (25 de febrer de 1307 - 1324 mort)
- Guillaume Adam, O.P. † (26 d'octubre de 1324 - 1341 mort)
- Giovanni Zaulini † (17 de desembre de 1341 - 1347 mort)
- Domenico † (31 de gener de 1349 - 1360 mort)
- Stefano I † (26 d'octubre de 1360 - 1363 mort)
- Giovanni IV, O.P. † (12 de juny de 1363 - 1373 nomenat arquebisbe de Cesarea)
- Giovanni Andrea † (18 de maig de 1373 - 1382)
- Antonio † (1382 - 15 de febrer de 1391 nomenat bisbe de Bosa)
- Raymundo, O.S.A. † (22 de febrer de 1391 - 1395 mort)
- Ludovico Bonito † (1395 - 1395 nomenat arquebisbe de Tessalònica)
- Marino da Dulcigno † (22 de desembre de 1395 - 1420 mort)
- Giovanni Balzan † (20 de març de 1420 - 1422)[3]
- Petar Span † (14 de desembre de 1422 - 1448 renuncià)
- Andrea de Mule † (19 d'abril de 1448 - 1459)
- Lovro II † (1459 - 1460)
- Marko I † (16 de juliol de 1460 - 1461 mort)
- Šimun Vosić † (26 d'octubre de 1461 - 26 de novembre de 1473 nomenat bisbe de Capodistria[4])
- Stefano Taleazzi † (26 de novembre de 1473 - 5 de setembre de 1485 nomenat bisbe de Torcello[5])
- Filip Gajo † (16 de setembre de 1485 - 1509 mort)
- Jeronim † (27 de novembre de 1509 - 1517 mort)
- Lorenzo Boschetti † (11 de setembre de 1517 - 1525 mort)
- Giovanni da Tagliacozzo † (1525 - 1528 ? mort)
- Ludovico Chierepati, O.F.M. † (11 de març de 1528 - 1551 renuncià)
- Giovanni Bruno † (15 de juny de 1551 - 7 d'octubre de 1571 mort)
- Teodoro? † (1575)
- Ambrozije Kapić, O.F.M.Obs. † (9 de gener de 1579 - 1598 mort)
- Toma Ursini, O.F.M.Obs. † (17 de febrer de 1599 - 1607 mort)
- Marin Bici † (4 de febrer de 1608 - 1624 renuncià)
- Pietro Massarechi † (16 de setembre de 1624 - 27 de novembre de 1634 mort)
- Giorgio Bianchi † (1 d'octubre de 1635 - 14 de novembre de 1644 nomenat bisbe de Sapë)
- Francesco Leonardi † (28 de novembre de 1644 - 1646 mort)
- Giuseppe Maria Bonaldi, O.P. † (10 de setembre de 1646 - de novembre de 1653 mort)
- Marco Crisio † (14 de juliol de 1655 - 1656 mort)
  - Pjetër Bogdani † (24 d'octubre de 1659 - 23 de febrer de 1671) (administrador apostòlic)
- Andrija Zmajević † (23 de febrer de 1671 - 7 de setembre de 1694 mort)
- Marko Đorga † (18 de juny de 1696 - 1700 mort)
- Vićenco (Vicko) Zmajević † (18 d'abril de 1701 - 22 de maig de 1713 nomenat arquebisbe de Zadar)
  - Matija Štukanović † (25 de maig de 1713 - ?) (vicari apostòlic)
  - Vićenco (Vicko) Zmajević † (12 d'agost de 1713 - 24 de gener de 1715) (administrador apostòlic)
- Egidio Quinto, O.F.M.Ref. † (8 de febrer de 1719[6] - abans de l'1 de juny de 1722 mort)
- Matija Štukanović † (1 de juny de 1722 - abans del 20 de desembre de 1745 mort)
- Marco de Luchi † (9 de març de 1746 - abans del 7 de juliol de 1749 mort)
- Lazzaro Uladagni † (21 de juliol de 1749 - 4 de febrer de 1786 mort)
- Giorgio Giunchi † (24 de juliol de 1786 - 26 de gener de 1787 mort)
- Giorgio Angelo Radovani † (23 d'abril de 1787 - 15 de novembre de 1790 mort)
- Francesco Borzi † (11 d'abril de 1791 - 11 de febrer de 1823 mort)
- Vincenzo Battucci † (13 de gener de 1824 - 6 de març de 1852 mort)
  - Antonino de Boscomare, O.F.M.Ref. † (24 de febrer de 1839 - ?) (vicari apostòlic)
- Karl Pooten † (31 d'agost de 1855[7] - 15 de gener de 1886 mort)
- Šimon Milinović, O.F.M.Obs. † (8 d'octubre de 1886 - 24 de març de 1910 mort)
- Nikola Dobrečić † (16 de gener de 1912 - 14 de novembre de 1955 mort)
- Aleksandar Tokić † (14 de novembre de 1955 - 6 de maig de 1979 mort)
- Petar Perkolić † (6 de maig de 1979 - 27 de juny de 1998 jubilat)
- Zef Gashi, S.D.B. (27 de juny de 1998 - 5 d'abril de 2016 jubilat)
- Rrok Gjonlleshaj, des del 5 d'abril de 2016

## Estadístiques
A finals del 2018, l'arxidiòcesi tenia 12.000 batejats sobre una població de 632.000 persones, equivalent a l'1,9% del total.
| any  | població | població | població | sacerdots | sacerdots       | sacerdots       | sacerdots             | diàques | religiosos | religiosos | parroquies |
| ---- | -------- | -------- | -------- | --------- | --------------- | --------------- | --------------------- | ------- | ---------- | ---------- | ---------- |
| any  | batejats | total    | %        | total     | clergat secular | clergat regular | batejats por sacerdot | diàques | homes      | dones      |            |
| 1950 | 25.890   | ?        | ?        | 25        | 23              | 2               | 1.035                 |         |            |            | 20         |
| 1959 | 22.276   | 331.800  | 6,7      | 15        | 13              | 2               | 1.485                 |         |            | 58         | 19         |
| 1970 | 24.000   | 470.000  | 5,1      | 16        | 12              | 4               | 1.500                 |         | 4          | 87         | 16         |
| 1980 | 16.690   | 535.190  | 3,1      | 20        | 10              | 10              | 834                   |         | 14         | 68         | 19         |
| 1990 | 17.230   | 538.000  | 3,2      | 18        | 6               | 12              | 957                   |         | 13         | 52         | 19         |
| 1999 | 16.000   | 520.000  | 3,1      | 12        | 4               | 8               | 1.333                 |         | 8          | 35         | 19         |
| 2000 | 16.000   | 520.000  | 3,1      | 13        | 4               | 9               | 1.230                 |         | 9          | 35         | 19         |
| 2001 | 15.000   | 520.000  | 2,9      | 11        | 4               | 7               | 1.363                 | 1       | 7          | 47         | 19         |
| 2002 | 14.500   | 520.000  | 2,8      | 13        | 6               | 7               | 1.115                 |         | 7          | 41         | 19         |
| 2003 | 14.400   | 521.000  | 2,8      | 12        | 5               | 7               | 1.200                 |         | 7          | 31         | 19         |
| 2004 | 11.512   | 521.000  | 2,2      | 13        | 5               | 8               | 885                   |         | 12         | 34         | 19         |
| 2006 | 11.512   | 521.000  | 2,2      | 13        | 5               | 8               | 885                   |         | 8          | 36         | 19         |
| 2012 | 11.227   | 631.000  | 1,8      | 14        | 7               | 7               | 801                   |         | 7          | 30         | 19         |
| 2015 | 11.155   | 629.000  | 1,8      | 14        | 7               | 7               | 796                   |         | 7          | 30         | 19         |
| 2018 | 12.000   | 632.000  | 1,9      | 12        | 6               | 6               | 1.000                 |         | 6          | 32         | 19         |